# Huonia melvillensis
Huonia melvillensis är en trollsländeart som beskrevs av Brown och Günther Theischinger 1998. Huonia melvillensis ingår i släktet Huonia och familjen segeltrollsländor. Inga underarter finns listade i Catalogue of Life.